# Malkowice (województwo małopolskie)
Malkowice – wieś w Polsce położona w województwie małopolskim, w powiecie proszowickim, w gminie Koszyce.
W latach 1975–1998 miejscowość administracyjnie należała do województwa kieleckiego.